# Funció de Struve modificada
En matemàtiques, les funcions de Struve modificades són funcions especials estretament relacionades amb les funcions de Struve i les funcions esfèriques de Bessel modificades.
Es tracta de la funció
{\displaystyle \mathbf {L} _{\nu }(z)=\left({\frac {z}{2}}\right)^{\nu +1}\,\sum _{k=0}^{\infty }{\frac {({\frac {z}{2}})^{2k}}{\Gamma (k+{\frac {3}{2}})\Gamma (\nu +k+{\frac {3}{2}})}}={\frac {2\left({\frac {z}{2}}\right)^{\nu }}{{\sqrt {\pi }}\,\Gamma (\nu +1/2)}}\int _{0}^{\pi /2}\sinh(z\cos \theta )\sin ^{2\nu }\theta d\theta }
En particular
{\displaystyle \mathbf {L} _{0}(z)={\frac {2}{\pi }}\,z\,\left[1+\sum _{k=1}^{\infty }\prod _{j=1}^{k}\left({\frac {z}{2j+1}}\right)^{2}\right]}
{\displaystyle \mathbf {L} _{1}(z)={\frac {2}{\pi }}\,\sum _{k=1}^{\infty }\prod _{j=1}^{k}{\frac {z^{2}}{4j^{2}-1}}}
on {\displaystyle \Gamma (z)} és la funció gamma. Es vinculen amb les funcions normals de Struve {\displaystyle \mathbf {H} _{\nu }(iz)}amb la relació:
{\displaystyle \mathbf {L} _{\nu }(z):=-ie^{-i\nu \pi /2}\mathbf {H} _{\nu }(iz)}